# Kunzea ericoides
Kunzea ericoides é uma espécie de árvore encontrada exclusivamente na Austrália e na Nova Zelândia